# Asplenium pseudowilfordii
Asplenium pseudowilfordii là một loài thực vật có mạch trong họ Aspleniaceae. Loài này được Tagawa miêu tả khoa học đầu tiên năm 1938.